# Kumla (comuna)
Kumla (em sueco: Kumla kommun) é uma comuna da Suécia localizada no condado de Örebro. Sua capital é a cidade de Kumla. Possui 204 quilômetros quadrados e segundo censo de 2018, havia 21 640 habitantes.